# 12379 Thulin
12379 Thulin este un asteroid din centura principală de asteroizi.

## Descriere
12379 Thulin este un asteroid din centura principală de asteroizi. A fost descoperit pe 10 august 1994 la Observatorul La Silla de Eric Walter Elst. El prezintă o orbită caracterizată de o semiaxă mare de 2,70 ua, o excentricitate de 0,07 și o înclinație de 3,4° în raport cu ecliptica.